# 劉慶篤
劉慶篤（?—?），字吉甫，甘肅省鞏昌府會寧縣人，清朝政治人物、同進士出身。
光緒二十年（1894年），参加光緒甲午科殿試，登進士三甲70名。同年五月，授内阁中书。1911年12月，南北议和，为清政府代表团员。